# Всесвітній день боротьби зі СНІДом

Червона стрічка — символ солідарності із ВІЛ-позитивними та хворими на СНІД

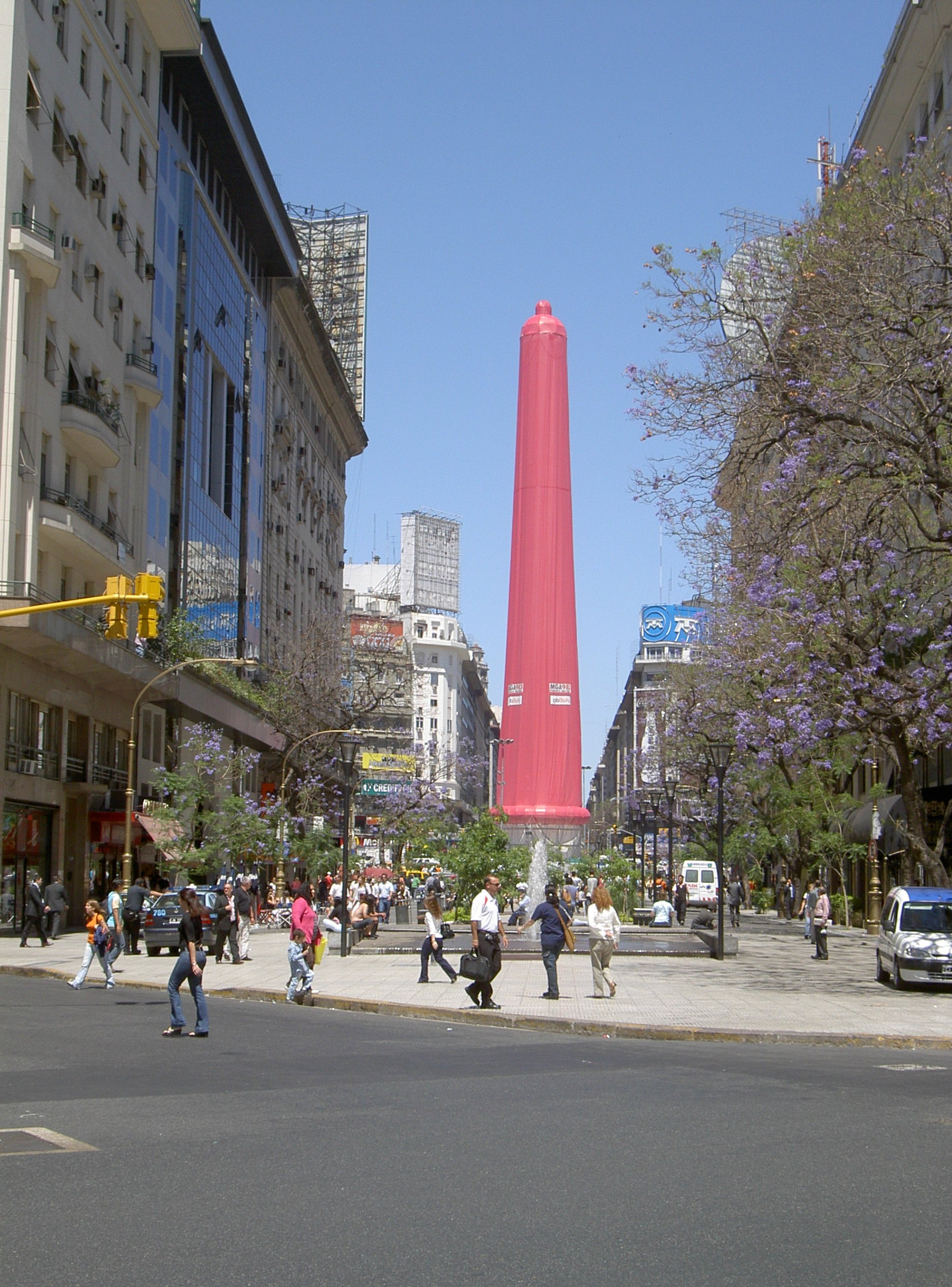
Обеліск в Буенос-Айресі (Аргентина), одягнений в рожевий презерватив на честь Всесвітнього дня боротьби зі СНІДом

Всесві́тній день боротьби́ зі СНІДом вперше відзначався 1 грудня 1988 року з ініціативи Всесвітньої організації охорони здоров'я після того, як на зустрічі міністрів охорони здоров'я всіх країн прозвучав заклик до соціальної терпимості та розширення обміну інформацією щодо ВІЛ/СНІД.
Із того часу Всесвітній день боротьби зі СНІДом відзначається щорічно. Головна мета цього дня — звернути увагу суспільства на цю проблему.
За даними ООН, поширення епідемії СНІДу у світі загалом сповільнилося. За останні 5 років кількість виявлених випадків зараження ВІЛ/СНІД скоротилася на 20 %. Водночас в Україні серед країн Східної Європи та Центральної Азії рівень поширеності ВІЛ/СНІД є найвищим: серед дорослого населення він становить 1,1 %. Щодня в Україні реєструється 48,5 випадка захворювання на ВІЛ-інфекцію. Також в Україні зростає кількість ВІЛ-інфікованих жінок. За оцінками експертів, до 2014 року загальна кількість ВІЛ-інфікованих громадян України становитиме від 479 до 825 тисяч.
ВІЛ та СНІД — це одна з найгостріших проблем світу, тому цій темі присвячуються конференції та демонстрації, спрямовані на профілактику СНІДу. Варто пам'ятати, що ця хвороба є смертельною, проте вчені вже знайшли способи затримувати її розвиток.
Тема Всесвітнього дня боротьби проти СНІДу — 2019: «Громади мають значення».
Тема Всесвітнього дня боротьби проти СНІДу — 2020: «Припинення епідемії ВІЛ/СНІДу: стійкість і вплив».